# Joshua Knobe
Joshua Michael Knobe est un philosophe expérimental, dont les travaux portent sur des questions de philosophie de l'esprit, d'action et d'éthique. Il est professeur de sciences cognitives et de philosophie à l'université Yale. 
Il est connu pour son travail sur « l'effet Knobe » et l'utilisation de méthodes expérimentales pour comprendre les réactions personnelles aux dilemmes moraux,.

## Biographie

### Éducation et carrière
Knobe a obtenu son B.A. à l'Université de Stanford en 1996 et son doctorat de l'université de Princeton en 2006  où sa thèse a été dirigée par Gilbert Harman.
Il a été professeur adjoint de philosophie à l'Université de Caroline du Nord à Chapel Hill de 2006 jusqu'à ce qu'il déménage à Yale en 2009.

### Travail philosophique
Son travail a porté sur divers sujets, dont l'intentionnalité, le libre arbitre et la représentation de soi.

#### Effet Knobe
Knobe est sans doute plus connu pour ce que l'on appelle l'effet Knobe ou l'effet de l'effet secondaire. Selon Jones (2009) : 
 « Plutôt que de consulter ses propres intuitions philosophiques, Knobe a cherché à savoir comment les gens ordinaires pensent leurs actions intentionnelles. Dans une étude publiée en 2003, Knobe a présenté aux passants d'un parc de Manhattan le scénario suivant. Le PDG d'une entreprise est assis dans son bureau lorsque son vice-président de la R&D arrive et dit : « Nous envisageons de lancer un nouveau programme. Cela nous aidera à augmenter nos bénéfices, mais cela nuira également à l'environnement. » Le PDG répond qu'il ne se soucie pas de nuire à l'environnement et veut juste faire autant de profits que possible. Le programme est mis en œuvre, des bénéfices sont réalisés ce qui nuit à l'environnement. 
 Le PDG a-t-il intentionnellement nui à l'environnement? La grande majorité des personnes interrogées par Knobe - 82 % - ont répondu par l'affirmative. Mais que se passe-t-il si le scénario est modifié de telle sorte que le mot «préjudice» soit remplacé par « aide » ? Dans ce cas, le PDG ne se soucie pas d'aider l'environnement et veut toujours faire des bénéfices - et ses actions aboutissent aux deux mêmes résultats. Maintenant confronté à la question «Le PDG a-t-il intentionnellement aidé l'environnement ? », Seulement 23 % des participants de Knobe ont répondu « oui » (Knobe, 2003a). 
 Cette asymétrie dans les réponses entre les scénarios préjudice et aide, désormais connu sous le nom d'effet Knobe, remet directement en question l'idée d'un flux à sens unique de jugements du domaine factuel ou non moral vers la sphère morale. « Ces données montrent que le processus est en réalité beaucoup plus complexe », a indiqué Knobe. Le caractère moral des conséquences d'une action semble également influencer la façon dont les aspects non moraux de l'action - dans ce cas, que quelqu'un ait fait quelque chose intentionnellement ou non - sont jugés. » 

## Publications
- Avec C. Hitchcock, Cause and Norm in Journal of Philosophy, 106, 2009 : 587-612.
- Answers to Five Questions, In J. Aguilar & A. Buckareff (eds.), Philosophy of Action: 5 Questions, Londres: Automatic Press, 2009. (PDF)
- Avec S. D. Kelly, Can one act for a reason without acting intentionally? In C. Sandis (ed.), New Essays on the Explanation of Action, Basingstoke: Palgrave Macmillan, 2009, p. 169–183.
- Avec S. Nichols, Experimental Philosophy, New York: Oxford University Press, 2008.
- Avec S. Nichols, Moral Responsibility and Determinism: The Cognitive Science of Folk Intuitions, in Nous, 41, 2007 : 663-685.
- The Concept of Intentional Action: A Case Study in the Uses of Folk Psychology in  Philosophical Studies 130, 2006 : 203-231.
- Intentional Action and Side Effects in Ordinary Language in Analysis, 63, 2003 : 190-193.
- Intentional Action in Folk Psychology: An Experimental Investigation, in Philosophical Psychology, 16, 2003 : 309-324.

## Voir également
- Philosophie américaine
- Liste des philosophes américains